# Conditionnement classique
 (janvier 2025).
Si vous disposez d'ouvrages ou d'articles de référence ou si vous connaissez des sites web de qualité traitant du thème abordé ici, merci de compléter l'article en donnant les références utiles à sa vérifiabilité et en les liant à la section « Notes et références ».
 (janvier 2025).
 (janvier 2025).
- Si vous ne connaissez pas le sujet, laissez ce bandeau (vous pouvez alors contacter les auteurs).
- Si vous supprimez le contenu mis en cause (vous pouvez préalablement contacter les auteurs),

argumentez précisément cette suppression dans la page de discussion
(un manque de référence n'est pas un argument ; une recherche réelle de référence doit avoir été effectuée, être formellement documentée).
Le conditionnement classique (aussi appelé conditionnement répondant, conditionnement de type I ou conditionnement pavlovien) est un apprentissage qui associe des stimuli neutres de l'environnement à des réactions inconditionnelles fortes de l'organisme. Cette notion de réaction non volontaire est le principal point qui la différencie du conditionnement opérant. Il croit que tous les comportements complexes sont des chaînes de comportements conditionnés. L'apprentissage par conditionnement classique serait la cause de nombreuses phobies.
Cette théorie est proposée par Ivan Pavlov en 1903. La publication de son livre Conditioned Reflexes: an Investigation of the Psysiological Activity of the Cerebral Cortex en 1927 marque notablement le développement de la psychologie. À la suite des études de Pavlov, John Watson s'intéresse aussi à ce conditionnement.

## Concept
L'apprentissage pavlovien transforme les perceptions[réf. nécessaire]. Par conséquent, il transforme les réflexes ou (et) les émotions[réf. nécessaire].
Cet apprentissage comporte six termes, trois concernent les stimuli (abrégés par la lettre S), et trois les réponses aux stimuli (abrégés par la lettre R)[réf. nécessaire].
- SN : stimulus neutre → RN : réponse neutre (aucun réflexe, aucune émotion)
- SI : stimulus inconditionnel (inconditionné) → RI : réponse inconditionnelle (inconditionnée) (réflexe ou émotion attendus et appropriés ne nécessitant aucun apprentissage)
- SC : Stimulus conditionnel → RC : Réponse conditionnelle

### Apprentissage appelé conditionnement
- SC = SN + SI : stimulus conditionnel (conditionné) formé de deux stimuli: neutre + inconditionnel → RI : réponse inconditionnelle (réflexe ou émotion attendus et appropriés ne nécessitant aucun apprentissage) consécutive au stimulus inconditionnel[réf. nécessaire].

### Résultat du conditionnement
- SN : stimulus neutre → RC : réponse conditionnelle provoquée par la mémorisation de l'association avec l'autre stimulus[réf. nécessaire].

C'est la réponse voulue du conditionnement classique[réf. nécessaire].
Pavlov en déduit [réf. nécessaire]:
- Avant conditionnement [réf. nécessaire]:
  - Stimulus neutre → Réponse neutre
  - Stimulus inconditionnel → Réponse inconditionnelle
  - Stimulus neutre + Stimulus inconditionnel (Stimuli conditionnels) → Réponse inconditionnelle
- Après conditionnement [réf. nécessaire]:
  - Stimulus neutre → Réponse conditionnelle

## Réflexe de Pavlov

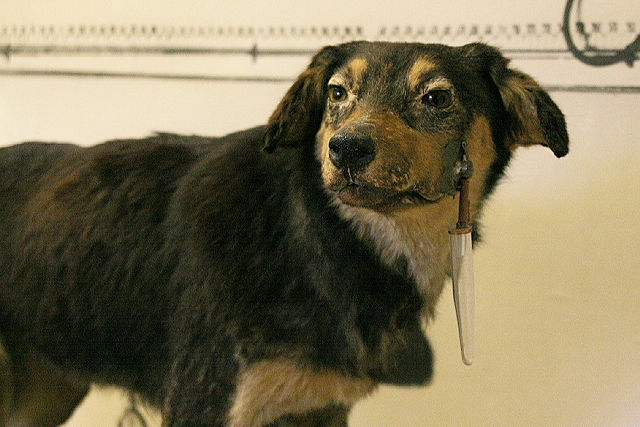
Un des chiens de Pavlov au Pavlov Museum.

### Explication des expériences
Le réflexe de Pavlov, souvent appelé « conditionnement pavlovien », est un réflexe conditionnel mis en évidence par Ivan Petrovitch Pavlov[réf. nécessaire].
À partir de 1889, le physiologiste Ivan Pavlov effectuait une recherche sur la salivation des chiens pour un programme de recherches sur la digestion[réf. nécessaire]. Pour ce faire, il pratiquait une incision dans la joue d’un chien et y insérait un tuyau qui récoltait la salive produite par la glande salivaire de l’animal. Ensuite, il mettait de la viande en poudre dans la gueule du chien et observait l’effet.
Il remarqua qu’un chien qui revenait dans le laboratoire de recherches après plusieurs fois, se mettait à saliver avant même qu’on le nourrisse. Le chien salivait à voir simplement la pièce, le plat où on mettait la nourriture, la personne qui la lui donnait ou encore à sentir l’odeur de la viande. Le chien anticipe : il associe la situation présente à la situation qui va suivre[réf. nécessaire].
Pavlov vit dans ce phénomène la base de l’apprentissage et désigna ce phénomène par le nom de réflexe conditionnel (ou conditionné) ou réflexe de Pavlov. Par la suite, il se pencha sur cette découverte le reste de sa vie. Il élabora ainsi tout le concept du conditionnement répondant (qui ne fut appelé ainsi qu’à partir de Skinner)[réf. nécessaire].
Dans sa deuxième expérience sur le sujet, il présenta de la nourriture à un autre chien. Cette fois, le SI était la nourriture qui provoquait toujours la salivation du chien (RI). Conséquemment, Pavlov commença à faire un stimulus (SN) chaque fois qu’il se préparait à lui servir son repas. Après peu de temps, il réalisa que le chien salivait (RI ⇒ RC) dès qu’il entendait un stimulus (SN ⇒ SC) et ce, même dans un cas où il ne lui apportait pas la nourriture. Ce stimulus pouvait être des sifflets, des métronomes, des fourchettes qu'il faisait résonner, en plus des stimulus visuels habituels.
Pavlov a fait considérablement avancer les recherches sur les réflexes conditionnels. Ces réflexes peuvent s’apparenter à une réaction involontaire, non innée, provoquée par un signal sonore extérieur. Pavlov a développé la théorie selon laquelle les réactions acquises par apprentissage et habitude deviennent des réflexes lorsque le cerveau fait les liens entre le signal sonore et l’action qui suit[réf. nécessaire].
Prônant la voie de l'expérimentation, il fut l'un des premiers scientifiques à imposer l'utilisation d'animaux intacts ou n'ayant subi que de faibles interventions[réf. nécessaire].
Le réflexe de Pavlov a été découvert en 2007 chez la blatte par deux chercheurs japonais. Leur recherche démontre au passage que le glucose, dont l'action chimique sur le cerveau n'est plus à démontrer (plaisir, association, etc.), pouvait aussi agir ailleurs que chez les mammifères[réf. nécessaire].
D'après Joël Ignasse de Sciencesetavenir.fr, Pavlov aurait remarqué qu'au fil des générations, ses chiens auraient besoin de moins de séances de conditionnement pour se mettre à saliver en entendant le signal sonore.

## Expérience de Watson
Peu après que le conditionnement classique ait été défini et théorisé par Pavlov, et avant la traduction anglaise en 1927 de ses travaux, Watson fit une expérience sur les comportements qui relevaient de ce type de conditionnement[réf. nécessaire].
Watson avait tenté une expérience sur un jeune enfant, à une époque où les règles d'éthique n'étaient pas d'actualité en recherche en psychologie. C'est « l'expérience du Petit Albert ». Le psychologue avait d'abord présenté une petite souris blanche à l'enfant (SN). Jusqu'à ce moment, le garçon se réjouissait de la présence du petit animal. D'un autre côté, lorsque Watson frappait deux bâtons de métal ensemble (SI) afin de créer un son fort, celui-ci paniquait et se mettait à pleurer (RI)[réf. nécessaire].
Ainsi, lorsque le jeune garçon s'approchait pour jouer avec la souris blanche, Watson frappait les deux bâtons (SI) et l'enfant se mettait à pleurer (RI). En agissant de la sorte de façon fréquente et répétitive, Watson créait chez l'enfant une peur envers la (les) souris blanche(s). Après un certain temps, l'enfant craignait (RC) la souris blanche (SC) et pleurait (RC) lorsqu'elle s'approchait de lui.
Watson put aussi constater qu'il était aussi devenu un SC pour l'enfant qui avait la même réaction face à lui. De plus, la peur que l'enfant avait de la souris blanche se généralisa autant envers les lapins blancs et les autres animaux à poil blanc mais aussi envers les manteaux de fourrure blanche[réf. nécessaire].

## Traitement des phobies
Il existe plusieurs techniques comportementales visant à traiter les phobies qui peuvent, entre autres, être le résultat d'un conditionnement classique [réf. nécessaire]:
- le contre-conditionnement : il est possible d’associer progressivement un stimulus conditionnel (SC) (déclenchant une réponse conditionnelle (RC)) à un nouveau stimulus déclenchant une réponse incompatible ou opposée à cette réponse conditionnelle (RC) ;
- la désensibilisation systématique : faire disparaître graduellement la réponse conditionnelle (RC) de peur en présentant, au rythme de la personne, des représentations du stimulus conditionnel (SC), de la moins phobique à la plus phobique ;
- l'immersion : il s’agit d’affronter directement le stimulus conditionnel (SC) ;
- les stimulus kinéstésiques, qui consistent à stimuler l'hémisphère droit et l'hémisphère gauche en simultané sur la base de l'EMDR. Une séance suffit pour désactiver le stimulus inconditionnel (SI). Néanmoins, l'EMDR n'a pas fait preuve d'une efficacité scientifique.[réf. nécessaire]

## Phénomènes liés au conditionnement classique
- Généralisation : la réponse conditionnelle (RC) est non seulement obtenue avec un stimulus précis, mais avec des éléments qui ont une certaine ressemblance avec ce stimulus conditionnel (SC)[réf. nécessaire].
- Discrimination : la réponse conditionnelle (RC) est obtenue dans une situation avec des stimuli bien spécifiques et ne l’est pas dans d’autres semblables[réf. nécessaire].
- Extinction : la réponse conditionnelle (RC) peut diminuer et disparaître lorsque le stimulus conditionnel (SC) est présenté trop souvent sans le stimulus inconditionnel (SI)[réf. nécessaire].
- Récupération spontanée : une réponse conditionnelle (RC) réapparaît après une période d’extinction[réf. nécessaire].
- Acquisition : dans le conditionnement classique, l'acquisition représente le temps pendant lequel une première RC apparaît et augmente en fréquence[réf. nécessaire].

## Chez les végétaux
Le conditionnement classique existerait également chez les plantes.
En 2016, une équipe de chercheurs a publié une étude dans laquelle ils mettaient en évidence l'apprentissage par association chez le « petit pois »,.
Lors de cette série d’expériences, les auteurs ont soumis des petits pois à deux types de stimuli, de la lumière et du vent. La lumière jouait le rôle de la nourriture (SI) et le vent celui du son (SN), relativement à l’expérience de Pavlov. Les plantes poussent vers la lumière (RI) alors que le flux du vent n'affecte pas la direction de la croissance. Les petits pois ont ensuite été cultivés dans des tubes présentant une bifurcation (appelés "labyrinthe en Y" par analogie aux outils utilisés pour l'étude du comportement animal). Une condition expérimentale consistait à associer plusieurs heures par jour lumière et vent dans l'un des bras du labyrinthe. Lorsque les petits pois arrivaient au point de bifurcation, ils étaient alors soumis uniquement au flux du vent dans l'un des bras. Les auteurs constatèrent que les pois ayant été entraînés à associer le vent et la lumière avaient tendance à croître préférentiellement dans le bras avec le vent. Les plantes non entraînées croissaient de manière aléatoire. Les auteurs en conclurent que les plantes possédaient une capacité d'apprentissage en associant une valeur prédictive au vent.
Si ces expériences suggéraient que les plantes possédaient une forme « d'esprit » non encore décrite et impliquaient donc de reconsidérer la distinction existant entre monde animal et végétal, une étude récente est venue nuancer ces conclusions. Un autre chercheur n'est en effet pas parvenu à reproduire les résultats initiaux et ce bien que la taille des échantillons soit plus importante et que l’expérimentateur soit aveugle quant au statut expérimental des groupes testés.